# Vizić
Vizić (en serbe cyrillique : Визић ; en hongrois Füzegy) est un village de Serbie situé dans la province autonome de Voïvodine. Il fait partie de la municipalité de Bačka Palanka dans le district de Bačka méridionale. Au recensement de 2011, il comptait 270 habitants.

## Géographie

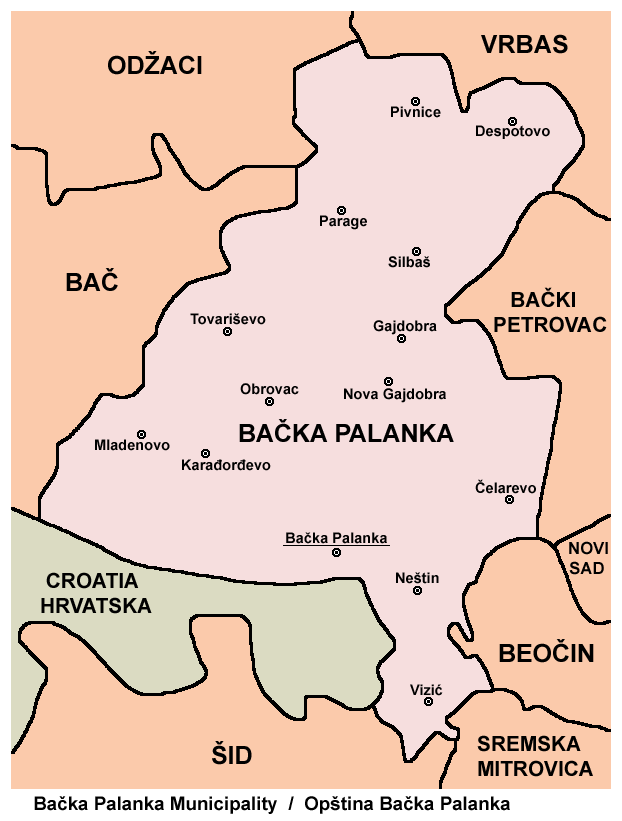
Localisation de Vizić dans la municipalité de Bačka Palanka

Contrairement à la plupart des localités de la municipalité de Bačka Palanka, Vizić est situé sur la rive droite du Danube ; de ce fait, bien que le village soit administrativement rattaché au district de Bačka méridionale, il se trouve dans la région géographique de Syrmie. Le village est situé sur les pentes septentrionales du massif de la Fruška gora, entre Ljuba (à l'ouest) et Stara Bingula (à l'est).

## Démographie

### Évolution historique de la population
| 1948 | 1953 | 1961 | 1971 | 1981 | 1991 | 2002 | 2011 |
| ---- | ---- | ---- | ---- | ---- | ---- | ---- | ---- |
| 403  | 411  | 396  | 421  | 428  | 392  | 349  | 270  |

|  |

### Données de 2002
Pyramide des âges (2002)
En 2002, l'âge moyen de la population était de 42,3 ans pour les hommes et de 45 ans pour les femmes.
Répartition de la population par nationalités (2002)
En 2002, les Serbes représentaient environ 92 % de la population.

### Données de 2011
En 2011, l'âge moyen de la population était de 47,2 ans, 45,6 ans pour les hommes et 48,9 ans pour les femmes.

### Liens et externes
- (en) Vue satellite de Vizić sur fallingrain.com